# الجو (محافظة الوجه)
الجو، قرية من قرى محافظة الوجه، والتابعة لمنطقة تبوك في السعودية. تقع في جنوب تبوك، وتبعد عنها بمسافة تقارب (240) كيلو مترًا.